# Nomeidae
Nomeidae é uma família de peixes da subordem Stromateoidei.

## Espécies
Existem 18 espécies em quatro géneros:
- Género Cubiceps
  - Cubiceps baxteri McCulloch, 1923.
  - Cubiceps caeruleus Regan, 1914.
  - Cubiceps capensis (Smith, 1845).
  - Cubiceps gracilis (Lowe, 1843).
  - Cubiceps kotlyari Agafonova, 1988.
  - Cubiceps macrolepis Agafonova, 1988.
  - Cubiceps nanus Agafonova, 1988.
  - Cubiceps paradoxus Butler, 1979.
  - Cubiceps pauciradiatus Günther, 1872.
  - Cubiceps squamiceps (Lloyd, 1909).
- Género Nomeus
  - Nomeus gronovii (Gmelin, 1789).
- Género Parapsenes
  - Parapsenes rotundus (Smith, 1949).
- Género Psenes
  - Psenes arafurensis Günther, 1889.
  - Psenes cyanophrys Valenciennes, 1833.
  - Psenes maculatus (Valenciennes, 1836).Psenes maculatus

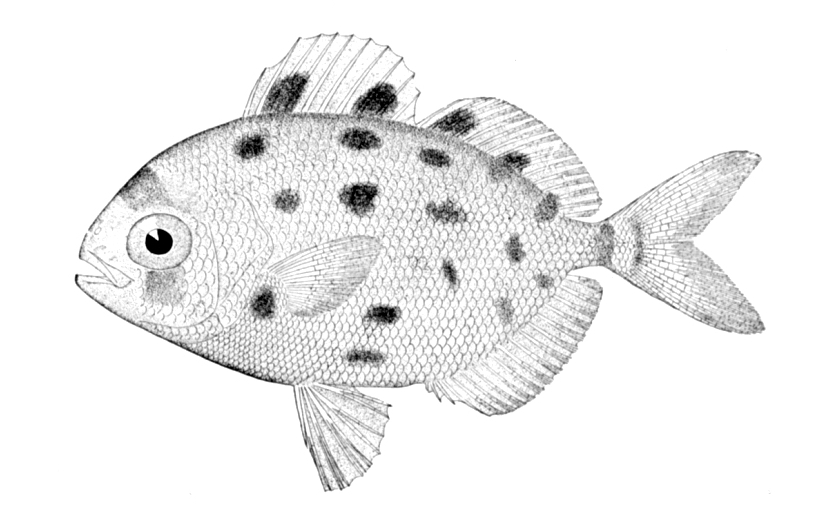
Psenes maculatus

  - Psenes pellucidus Lütken, 1880.
  - Psenes sio Haedrich, 1970.
  - Psenes whiteleggii Waite, 1894.